# Villar de Gallimazo
Villar de Gallimazo ist ein Ort und eine westspanische Gemeinde (municipio) in der Provinz Salamanca in der Autonomen Gemeinschaft Kastilien-León. 2024 hatte die Gemeinde 198 Einwohner. Die Gemeinde besteht neben dem Hauptort Villar de Gallimazo aus der Ortschaft Pedrezuela de San Brico.

## Geographie
Villar de Gallimazo befindet sich etwa 35 Kilometer östlich vom Stadtzentrum der Provinzhauptstadt Salamanca in einer Höhe von ca. 855 m. Im Norden der Gemeinde liegt die Talsperre Azud de Riolobos, die zugleich ein großes Zugvogelreservat bildet.

## Bevölkerungsentwicklung
| Jahr      | 1900 | 1920 | 1950 | 1970 | 1981 | 1991 | 2001 | 2011 | 2021 |
| Einwohner | 557  | 574  | 721  | 471  | 383  | 246  | 211  | 169  | 210  |

## Sehenswürdigkeiten
- Petri-Ketten-Kirche (Iglesia de San Pedro ad Víncula)

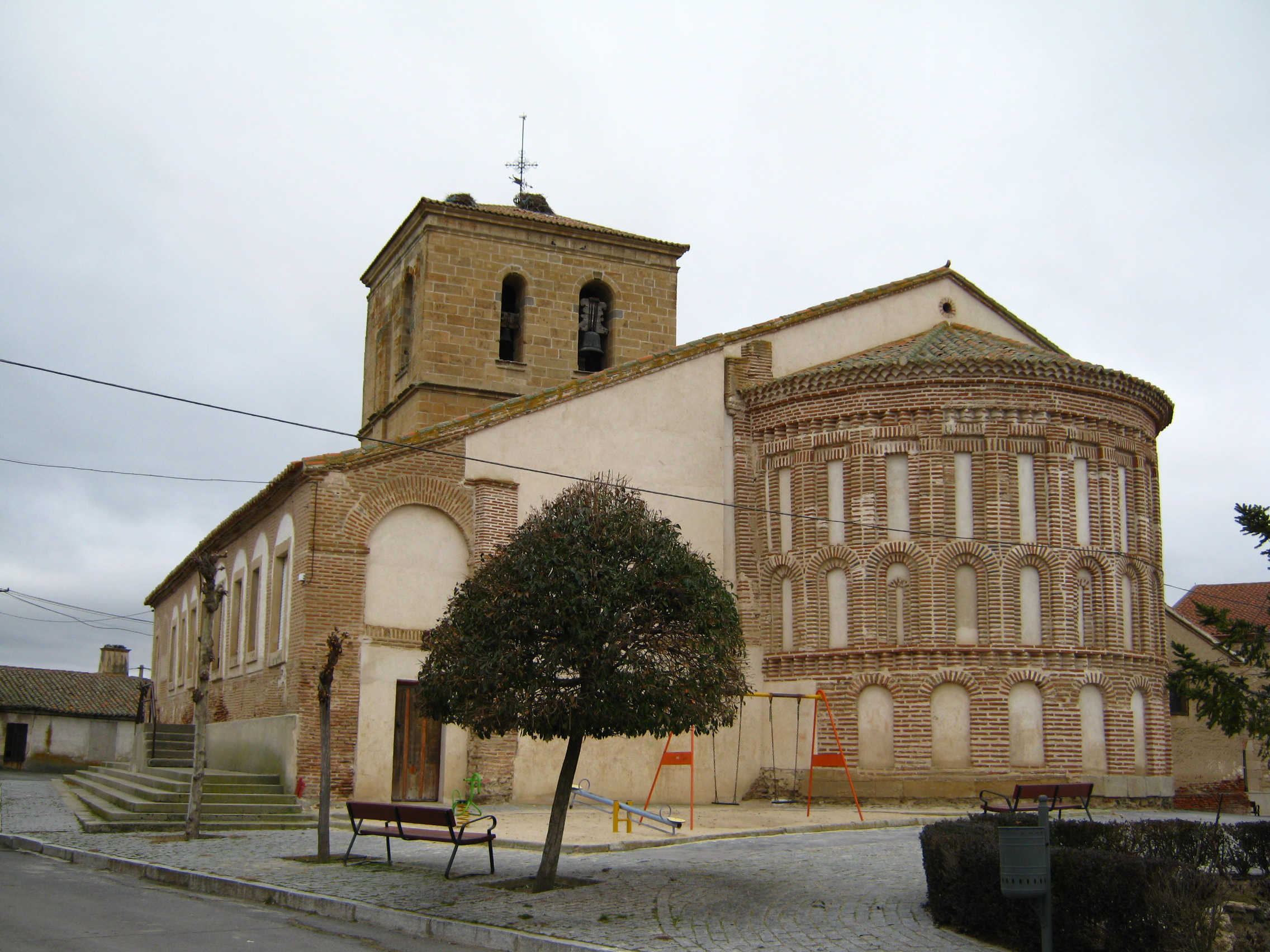
Petri-Ketten-Kirche
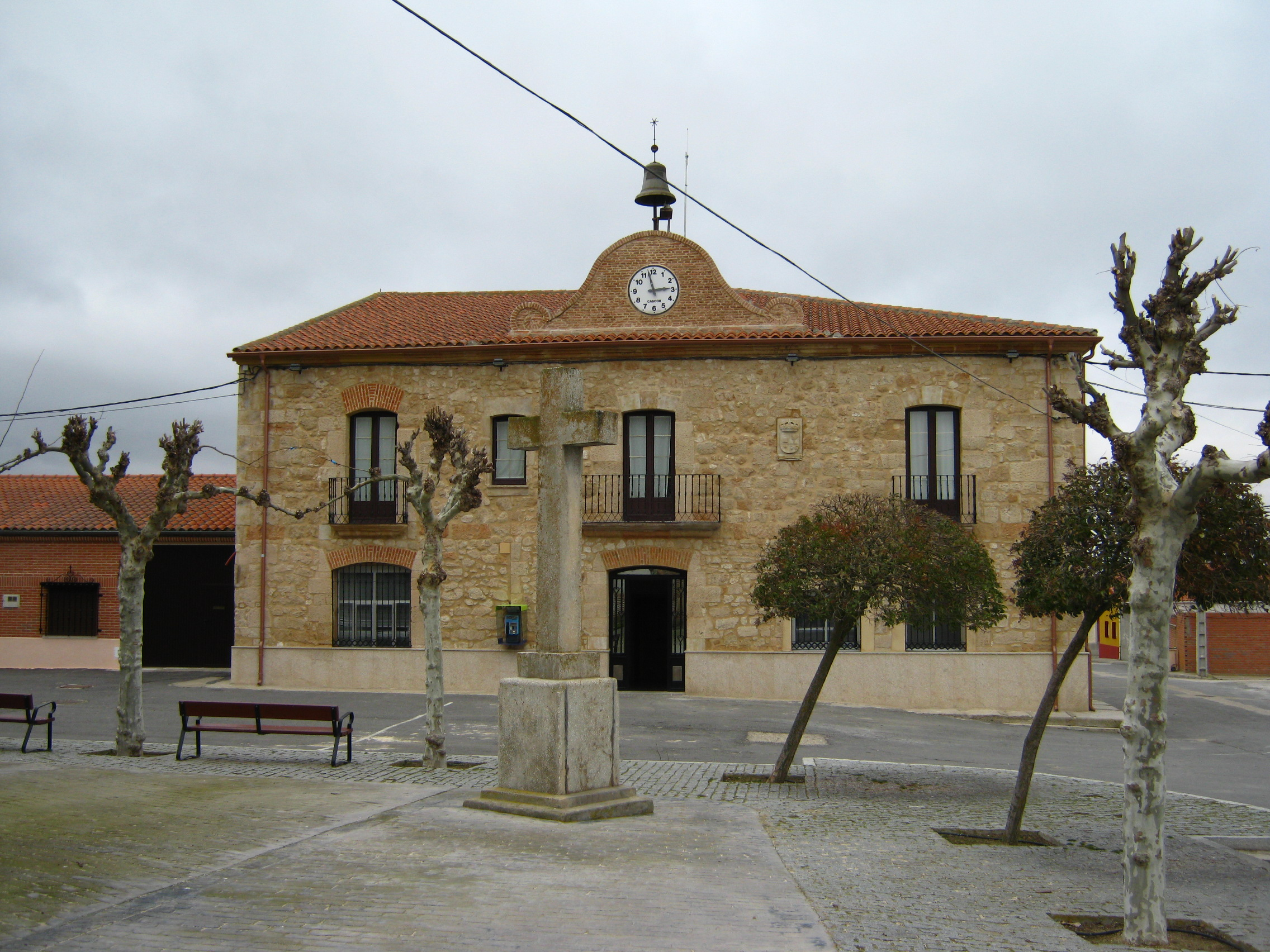
Rathaus

## Persönlichkeiten
- Mario García (* 1999), Mittelstreckenläufer